# Éles István
Éles István (Budapest, 1954. február 27. –) Karinthy-gyűrűs magyar humorista, parodista.

## Életrajz
Látszerész szakmában végezte el a szakmunkásképzőt, tanári diplomáját 1982-ben kapta a Budapesti Tanítóképző Főiskolán, ének-népművelés szakon. Már diákként is színészkedett, bár ekkor még képesítés nélkül. Elsősorban szinkronszerepei voltak, majd 1990-ben megnyerte a Rádiókabaré III. Humorfesztiváljánnak első díját (Horváth Szilveszterrel). 1991-től 1996-ig tagja volt a Mikroszkóp Színpad társulatának, jelenleg szabadúszóként dolgozik, leginkább közéleti személyiségeket jelenít meg.

## TV műsorai
- Déry Tibor: Felelet (1974)
- Uborka (1992-től)
- Szatelit (1998-tól)
- Új szeszélyes évszakok (1999-től)

## Rádiós szereplései
- Hazabeszélünk - A jövő humora (1990)
- Rádiókabaré (1992-től)
- A Magyar Rádió Karinthy Színpada (1995)